# 國立嘉義大學圖書館
國立嘉義大學圖書館（英語：National Chiayi University Library），簡稱嘉大圖書館，是國立嘉義大學的圖書館。除蘭潭校區圖書總館外，另有民雄校區圖書分館暨新民校區圖書分館等。

## 簡介
大正八年（1919年）「臺灣總督府嘉義農林學校」成立時，已著手購置圖書，大正十年（1921年）正式成立圖書室，命名為「臺南州立嘉義農林學校圖書室」，民國三十四年（1945年）隨著學校改制更名為「臺灣省立嘉義農業職業學校圖書館」。民國五十四年（1965年）7月因應升格為農業專科學校，再更名為「臺灣省立嘉義農業專科學校圖書館」，館舍位於當時城中區的學生活動中心，面積有120多坪，是一棟木造平房，藏書約3,000冊左右。民國六十年（1971年）因應蘭潭校區擴展需要，設立蘭潭分館。民國七十年（1981年）本校改制為國立，更名為「國立嘉義農業專科學校圖書館」。為了配合遷校，本館與分館於民國七十四年（1985年）1月合併遷入山明水秀、環境幽美的蘭潭校園中正樓東側。民國八十六年（1997年）7月本校升格為技術學院，更名為「國立嘉義技術學院圖書館」。民國八十九年（2000年）2月國立嘉義大學成立，更名為「國立嘉義大學圖書館」。
| 樓層 | 用途與設施 |
| ---- | --- |
| B1   | 自習室、250人演講廳、50人會議室四間、密集書庫、機房 |
| 1    | 現期期刊區、參考書區、新書展示區、輿圖區、流通櫃檯、資訊檢索區、休閒雜誌/報紙區、學習共享區(含參考諮詢服務櫃檯/教師指定參考用書/畢業紀念冊)、研討室101-102、論文區、藝術作品展示區、交贈書庫、影印室、辦公室（採編組、典藏組） |
| 2    | 裝訂期刊區、資訊檢索區、資訊推廣室、辦公室（閱覽組） |
| 3    | 音樂欣賞區、視聽學習區、視聽欣賞區、團體欣賞室、視聽討論室、諮詢服務檯、電腦主機室、辦公室（系統資訊組、志工） |
| 4    | 中文圖書 000-500類、教職員著作室、檢索區、研討室 401-404、研究小間 401-424、館長室 |
| 5    | 中文圖書 600-900類、西文圖書、日文圖書、博雅圖書/兒童讀物、國學叢書、檢索區、研討室 501-502、研究小間 501-524、蕭萬長文物館 |

## 分館
民雄校區圖書分館
民國四十六年（1957年）成立「臺灣省立嘉義師範學校圖書室」，民國五十五年（1966年）改制為師範專科學校，另建四層大樓，成立「臺灣省立嘉義師範專科學校圖書館」。民國七十六年（1987年）升格師範學院，更名為「臺灣省立嘉義師範學院圖書館」，民國八十年（1991年）改隸中央，易名為「國立嘉義師範學院圖書館」。民國八十一年（1992年）8月圖書館遷入民雄校區，民國八十九年（2000年）2月國立嘉義大學成立，更名為「國立嘉義大學圖書館民雄分館」。
| 樓層 | 用途與設施                                                                 |
| ---- | -------------------------------------------------------------------------- |
| 1    | 服務台、閱報區、兒童讀物室、西文書庫、微縮片資料、密集書庫                 |
| 2    | 影印區、資訊檢索區、博碩士論文、參考室、視聽室、期刊室、過期期刊室、研討室 |
| 3    | 書庫、會議廳、研討室                                                       |
| 4    | 書庫                                                                       |
| 5    | 不外借教科書室、國學資料室、電影欣賞室、資訊推廣室                         |

新民校區圖書分館
民國八十九年（2000年）9月管理學院成立後，暫時於林森校區設置「國立嘉義大學圖書館林森分館」，民國九十五年（2006年）2月管理學院搬遷至民生校區；「國立嘉義大學圖書館民生分館」正式啟用。11月行政會議通過改名為「國立嘉義大學圖書館新民分館」。民國一〇四年（2015年）6月裁撤林森分館。
新民分館館舍位於管理學院B棟大樓二樓D02-201室,建坪約1,071平方公尺。館內規劃為期刊區、參考書區、書庫區、電腦檢索區、討論室、辦公區及流通櫃檯，有閱覽座位52席。

## 歷任館長
資料來源：
| 任別 | 院長       | 任期                |
| ---- | ---------- | ------------------- |
| 1    | 鐘樹椽教授 | 2000年2月-2005年1月 |
| 2    | 吳煥烘教授 | 2005年2月-2008年7月 |
| 3    | 陳嘉文教授 | 2008年月-2012年7月  |
| 4    | 陳箐繡教授 | 2012年8月-2014年1月 |
| 5    | 陳政見教授 | 2014年2月-2017年1月 |
| 6    | 丁志權教授 | 2017年2月-2020年1月 |
| 7    | 陳政見教授 | 2020年2月-          |

## 館務

### 圖書資源
蘭潭總館暨民雄、新民二館所有館藏書籍有中文圖書545,211冊、西文圖書150,254冊、期刊合訂本54,929冊、現刊及報紙928件、視聽非書資料516,504件、電子資源867,233件，總計2,135,059冊。

## 館際合作
館際合作服務包括國內外圖書、期刊、學位論文、專利、會議論文、報告之複印及圖書之借閱。提供全校教職員工生複印、借書、館際合作圖書互借等服務項目。
| 彰雲嘉十六校聯盟 （雙方互換借書證） | 大同技術學院       | 大葉大學         | 國立中正大學     |
| 彰雲嘉十六校聯盟 （雙方互換借書證） | 中州科技大學       | 中國醫藥大學     | 吳鳳科技大學     |
| 彰雲嘉十六校聯盟 （雙方互換借書證） | 明道大學           | 國立虎尾科技大學 | 南華大學         |
| 彰雲嘉十六校聯盟 （雙方互換借書證） | 建國科技大學       | 國立雲林科技大學 | 國立彰化師範大學 |
| 彰雲嘉十六校聯盟 （雙方互換借書證） | 稻江科技暨管理學院 | 環球科技大學     | 嘉義縣政府       |
| 彰雲嘉十六校聯盟 （雙方互換借書證） | 雲林縣政府         |                  |                  |

| 師範校院聯盟 （雙方互換借書證） | 國立東華大學                 | 國立臺東大學                 | 國立屏東大學     |
| 師範校院聯盟 （雙方互換借書證） | 國立臺南大學                 | 國立臺中教育大學             | 臺北市立教育大學 |
| 師範校院聯盟 （雙方互換借書證） | 國立臺北教育大學（停止辦理） | 國立新竹教育大學（停止辦理） |                  |

| 個別合作館 （雙方互換借書證） | 國立東華大學     | 國立臺灣大學 | 國立暨南國際大學 |
| 個別合作館 （雙方互換借書證） | 國立成功大學     | 國防大學     | 嘉義基督教醫院   |
| 個別合作館 （雙方互換借書證） | 嘉義聖馬爾定醫院 |              |                  |

| 個別合作館 （核予對方借書證） | 國立空中大學 |  |  |

| 雲嘉南地區教育策略聯盟 （核予對方借書證） | 國立嘉義高工     | 國立嘉義女中     | 國立華南高商 |
| 雲嘉南地區教育策略聯盟 （核予對方借書證） | 國立嘉義高商     | 國立新港藝中     | 國立民雄農工 |
| 雲嘉南地區教育策略聯盟 （核予對方借書證） | 協志工商         | 宏仁女中         | 輔仁中學     |
| 雲嘉南地區教育策略聯盟 （核予對方借書證） | 嘉義縣立竹崎高中 | 嘉義縣立民雄國中 | 國立嘉義高中 |
| 雲嘉南地區教育策略聯盟 （核予對方借書證） | 立仁高中         | 同濟中學         | 協同中學     |
| 雲嘉南地區教育策略聯盟 （核予對方借書證） | 興華中學         |                  |              |

## 外部連結
- 國立嘉義大學圖書館（页面存档备份，存于）
- 國立嘉義大學圖書館臉書粉絲頁（页面存档备份，存于）